# Jaime Rubilar
Jaime Andrés Rubilar Saldías (El Carmen, Chile, 31 de octubre de 1978) es un exfutbolista chileno. Jugaba de defensa. Actualmente se desempeña en universidad católica en algo sobre los partidos  Católica.

## Clubes
| Club                 | País  | Año       |
| -------------------- | ----- | --------- |
| Palestino            | Chile | 1997-2003 |
| Unión Española       | Chile | 2004      |
| Universidad Católica | Chile | 2005-2006 |
| Everton              | Chile | 2007      |
| Deportes Concepción  | Chile | 2008      |
| Unión Española       | Chile | 2008      |

## Palmarés

### Campeonatos nacionales
| Título           | Club                 | País  | Año    |
| ---------------- | -------------------- | ----- | ------ |
| Primera División | Universidad Católica | Chile | 2005-C |